# Fútbol en Guayaquil
El fútbol en Guayaquil es el deporte más popular. La ciudad de Guayaquil es el lugar de origen de la práctica de este deporte en el país. La práctica de esta disciplina se remonta a finales del siglo XIX d. C. con la fundación del primer club de fútbol en el Ecuador: el Guayaquil Sport Club. La ciudad también es la sede de los primeros torneos disputados en el país, la fundación de la primera asociación provincial de este deporte, y la conformación del primer torneo profesional en el Ecuador.
En la actualidad, Guayaquil es sede de tres clubes que participan en la Serie A ecuatoriana, máxima categoría del balompié nacional. El Barcelona Sporting Club y el Club Sport Emelec juegan entre sí el principal derbi del país denominado como Clásico del Astillero.

## Historia

### Orígenes del fútbol guayaquileño
Hasta finales del siglo XIX d. C., no existía la práctica del fútbol en el país, ergo, tampoco en la ciudad. El guayaquileño Juan Alfredo Wright, y su hermano Roberto Wright, quienes residían en Inglaterra y luego formaron parte del club peruano Unión Cricket de Lima, volvieron a Guayaquil a mediados de 1899, con lo cual se incentivó a varios jóvenes aficionados a la práctica del fútbol en el país. El 23 de abril de 1899 se fundó oficialmente el Guayaquil Sport Club, siendo el primer club de fútbol de Ecuador.Luego de su fundación, para el año siguiente se empezaron registrar los primeros encuentros entre grupos de aficionados. En años posteriores empezaron a formarse otros clubes en la ciudad, como el Club Sport Ecuador y la Asociación de Empleados de Guayaquil en 1902; y, el Libertador Bolívar, el Club Unión y el Club Gimnástico en 1903. Los campeonatos amateurs no oficiales iban en aumento, tales como la "Copa Chile" y la "Copa Municipal".

## Participación de clubes guayaquileños en torneos internacionales

### Clubes guayaquileños en Copa Libertadores
| Club               | Part. | Ediciones | Mejor Participación         |
| ------------------ | ----- | --- | --------------------------- |
| Barcelona S. C.    | 31    | 1961, 1964, 1967, 1969, 1971, 1972, 1981, 1982, 1983, 1986, 1987, 1988, 1990, 1991, 1992, 1993, 1994, 1996, 1998, 2003, 2004, 2013, 2015, 2017, 2019, 2020, 2021, 2022, 2023, 2024, 2025. | Finalista (1990, 1998)      |
| C. S. Emelec       | 29    | 1962, 1966, 1967, 1968, 1971, 1973, 1980, 1989, 1990, 1994, 1995, 1997, 1999, 2000, 2001, 2002, 2003, 2007, 2010, 2011, 2012, 2013, 2014, 2015, 2016, 2017, 2018, 2019, 2022.             | Semifinalista (1995)        |
| 9 de Octubre F. C. | 3     | 1966, 1984, 1985. | Fase de grupos (1984, 1985) |
| C. D. Everest      | 1     | 1963. | Fase de grupos              |
| C. D. Filanbanco   | 1     | 1988. | Fase de grupos              |
| Valdez S. C.†      | 1     | 1992. | Octavos de final            |

- † Club desaparecido.

### Clubes guayaquileños en Copa Sudamericana
| Club                 | Part. | Ediciones                                                         | Mejor Participación     |
| -------------------- | ----- | ----------------------------------------------------------------- | ----------------------- |
| Barcelona S. C.      | 11    | 2002, 2003, 2010, 2012, 2013, 2014, 2016, 2018, 2022, 2023, 2024. | Octavos de final (2012) |
| C. S. Emelec         | 11    | 2009, 2010, 2011, 2012, 2013, 2014, 2015, 2016, 2020, 2021, 2023. | Cuartos de final (2014) |
| Guayaquil City F. C. | 1     | 2021.                                                             | Primera fase            |
| 9 de Octubre F. C.   | 1     | 2022.                                                             | Fase de grupos          |

### Clubes guayaquileños en torneos internacionales extintos

#### Copa Conmebol
| Club            | Part. | Ediciones   | Mejor Participación     |
| --------------- | ----- | ----------- | ----------------------- |
| C. S. Emelec    | 2     | 1993, 1996. | Cuartos de final (1996) |
| Barcelona S. C. | 1     | 1995.       | Octavos de final        |

#### Copa Merconorte
| Club            | Part. | Ediciones               | Mejor participación |
| --------------- | ----- | ----------------------- | ------------------- |
| C. S. Emelec    | 4     | 1998, 1999, 2000, 2001. | Finalista (2001)    |
| Barcelona S. C. | 4     | 1998, 1999, 2000, 2001. | Fase de grupos      |

## Infraestructura
- Solo se describen las propiedades propias de los clubes o en su defecto posean algún tipo de usufructo por su uso. No se describen propiedades en calidad de alquiler o propiedades que no sean patrimonio propio del club.

| Club                       | Propiedad inmueble 1                                     | Propiedad inmueble 2                                                            | Propiedad inmueble 3                     | Otras propiedades                                                        | Propiedades perdidas |
| -------------------------- | -------------------------------------------------------- | ------------------------------------------------------------------------------- | ---------------------------------------- | ------------------------------------------------------------------------ | --- |
| Barcelona Sporting Club    | Estadio Monumental Sede Administrativa Oficina de Socios | Predio Deportivo de Barcelona S.C. Edificio de Concentración Gimnasio Deportivo | Complejo de Formativas de Barcelona S.C. | Museo del Barcelona Sporting Club Casa de Concentración Hermanos Cañarte | Sede Administrativa (Maldonado y Coronel) Campo de Deportes de Barcelona S.C. (Reed Park) Casa Amarilla de Barcelona S.C. (Urdesa) |
| Club Sport Emelec          | Estadio Capwell Sede Administrativa Oficina de Socios    | Polideportivo Samanes                                                           | Complejo Deportivo Rocafuerte            | Museo del Club Sport Emelec                                              | Sede Administrativa (José Vélez y Quito) Complejo de Formativas del C. S. Emelec                                                   |
| Guayas Fútbol Club         | Complejo Deportivo (Daular)                              |                                                                                 |                                          |                                                                          | |
| Astillero Fútbol Club      | Sede Administrativa (Los Esteros) Canchas de Los Esteros | Ciudad Deportiva "La Canchita del Astillero" (Fertisa)                          |                                          |                                                                          | |
| Liga Deportiva Estudiantil | Sede Social L.D.E. (Puerto Azul)                         |                                                                                 |                                          |                                                                          | Sede Social L.D.E. (Bellavista) |
| Club Deportivo Everest     | Sede Administrativa (C. C. Albán Borja)                  |                                                                                 |                                          |                                                                          | Sede Social (Barrio Orellana) |
| Atlético JBG               | Ciudad Deportiva Carlos Pérez Perazzo (San Eduardo)      |                                                                                 |                                          |                                                                          | |
| Junior's Fútbol Club       | Complejo Deportivo Elite (Guasmo Sur)                    |                                                                                 |                                          |                                                                          | |
| Asociación Deportiva Naval | Cancha de fútbol Base Naval Norte                        |                                                                                 |                                          |                                                                          | |
| Guayaquil Fútbol Club      | Sede Administrativa Estadio La Guangala                  |                                                                                 |                                          |                                                                          | |
| Club Independiente Plus    | Complejo IDV Guayaquil (Vía a la Costa)                  |                                                                                 |                                          |                                                                          | |